# نرم‌افزار کاربردی

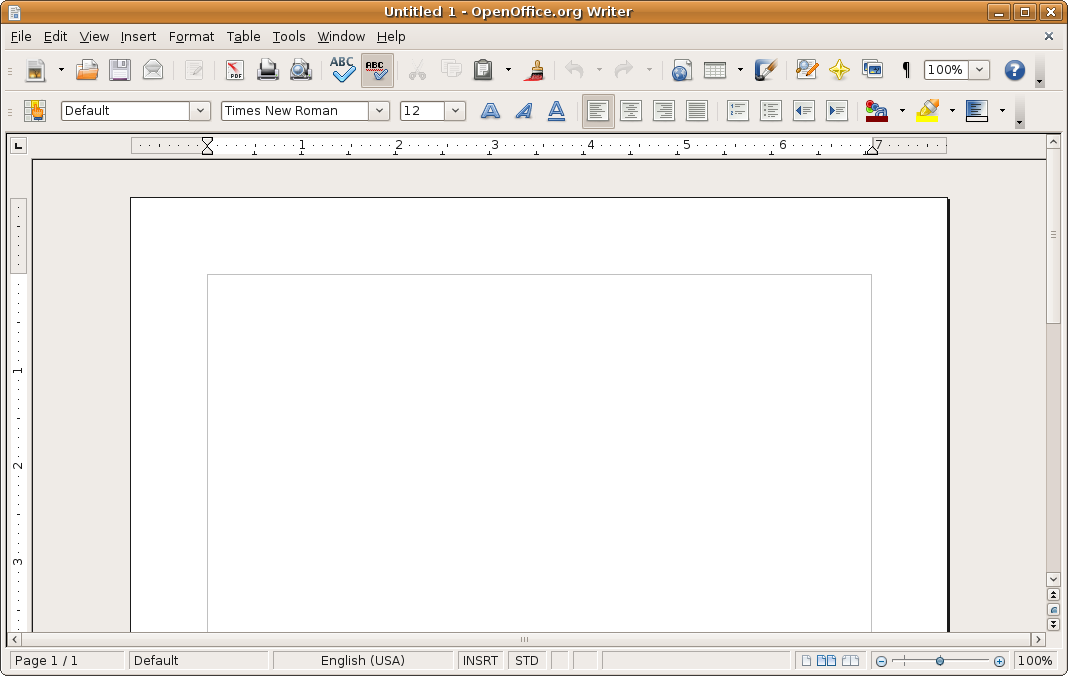
اوپن‌آفیس. اوآرجی رایتر، یک واژه‌پرداز متن‌باز که جزئی از اوپن‌آفیس. اوآرجی است.

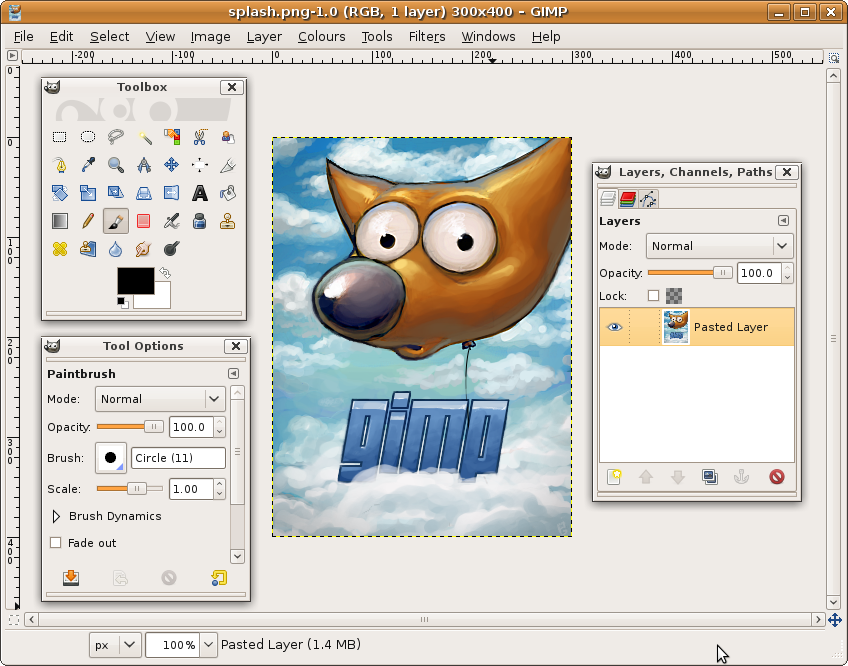
برنامه روتوش تصویر گنو (گیمپ), نگارش ۲٫۶, یک نرم‌افزار آزاد

نرم‌افزار کاربردی (به انگلیسی: Application software) یا اپلیکیشن (اپ) (به انگلیسی: App) یا یک ،برنامهٔ رایانه‌ای است؛ که برای اجرای گروهی از توابع هماهنگ، وظایف یا فعالیت‌هایی برای منفعت کاربر طراحی شده‌است. نمونه‌هایی از یک نرم‌افزار کاربردی عبارتند از: واژه‌پردازها، صفحات گسترده‌ها، نرم‌افزارهای حسابداری، مرورگرهای وب، رایانامه خوان‌ها، مدیا پلیرها، مشاهده گرهای پرونده، شبیه‌سازهای پرواز و ویرایشگرهای گرافیک. این عبارت نرم‌افزار سیستمی معنی پیدا می‌کند که عمدتاً شامل اجرا کردن رایانه می‌شود. نرم‌افزار سیستمی در مقابل در پس‌زمینه عمل می‌کند و خدماتی را فراهم می‌کند که دیگر نرم‌افزارها یا سیستم‌عامل می‌توانند برای انجام کارهای خود از آن استفاده کنند. اما در عوض معمولاً مستقیماً با کاربر عادی در تماس نیست و خدماتی را به او ارائه نمی‌دهد.
موبایل ها (هوشمند) نیز همانند کامپیوترها نرم‌افزارها و برنامه‌های مختلفی دارند. که در بازار آنها را بیشتر با واژه اپلیکیشن یا به اختصار App می‌شناسند. که در واقع به معنی همان اپلیکیشن موبایل یا نرم‌افزار موبایل می‌باشد.
بسیاری نرم‌افزارهای کاربردی، برای توسعه‌دهندگان ابزار رابط برنامه‌نویسی کاربردی هم فراهم می‌کنند تا بتوان از قابلیت‌های نرم‌افزار در نرم‌افزارهای جدید استفاده کرد. برای مثال نرم‌افزار ادوبی آکروبات هنگام نصب ای‌پی‌آی فراهم می‌کند که برنامه‌نویس می‌تواند با استفاده از آن توانایی‌های آکروبات در برنامهٔ خود به کار گیرد. بسیاری از نرم‌افزارهای امروزی جنبه خدمات رسانی دارند.